# 和田マリア
和田 マリア、Maria Wada（わだ まりあ）は、日本のダンサー、振付師。東京生まれ、神奈川県横浜市・メキシコシティ（7歳〜13歳）育ち。ロサンゼルスに在住し、アメリカを拠点に活動。これまでにケイティ・ペリーやアリアナ・グランデ、クリス・ブラウン、ビヨンセなどのバックダンサーを務め、ブリトニー・スピアーズやマドンナ、ジェイソン・デルーロのワールドツアーに参加している。2018年はテイラー・スウィフトのツアーにも参加

## 主な出演

### ツアー
- ジェイソン・デルーロ - World Tour（2009）
- ブリトニー・スピアーズ - Femme Fatale Tour（2011）
- マドンナ - Rebel Heart Tour（2015 - 2016）

### ライブステージ（イベント、テレビ番組など）
- ビヨンセ MTV Video Music Awards 09 「Single Ladies」出演
- テレビ番組「Regis and Kelly show」 - "Thriller”トリビュート出演
- マイケル・ジャクソン「This is It」ツアー プライベートオーディション - 最終審査まで残り、映画『マイケル・ジャクソン THIS IS IT』のオーディション風景に登場。
- Nick Cannon音楽番組「The Night Life」 - フリースタイルメインダンサー
- 「The Monsters Show 09」（Monsters of Hip Hop主催） - キャスト
- リアーナ グラミー賞のステージ
- 第50回スーパーボウル「ハーフタイムショー」（ケイティ・ペリーのパート） - バックダンサー
- JONTE' Moaning

### ミュージックビデオ
- ブリトニー・スピアーズ「Till The World Ends」
- マイケル・ジャクソン feat. ジャスティン・ティンバーレイク「Love Never Felt So Good」
- Infernal（デンマークのトップアーティスト）「Redefinition」
- Aaron Fresh
- JONTE' Moaning
- リア・マクフォール「Happy Human」[2]

## 主な振り付け

### ミュージックビデオ
- リア・マクフォール「Happy Human」[2]